# Air Astana

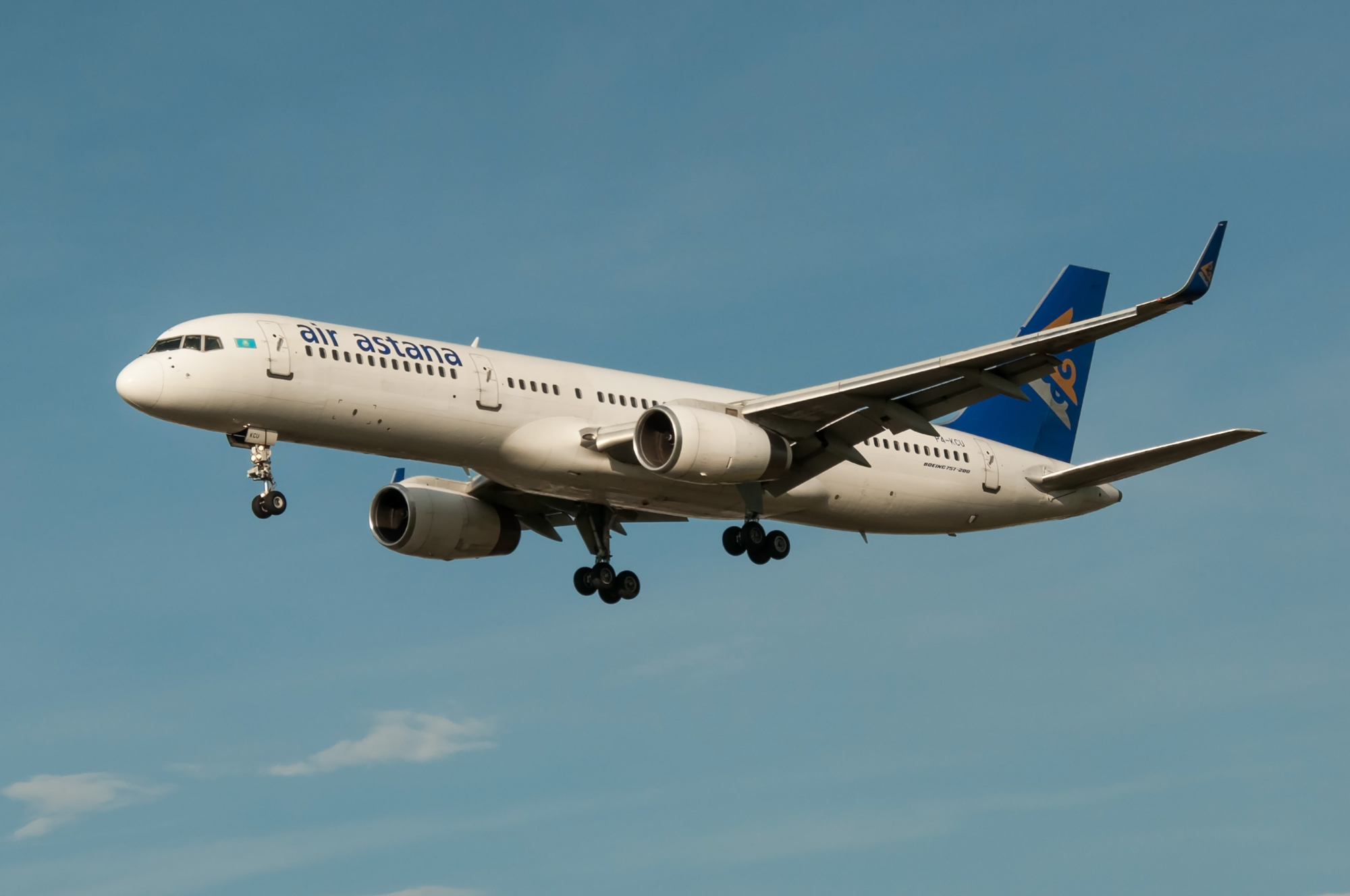
Boeing 757-23N ve livreji Air Astana

Air Astana jsou národní aerolinie Kazachstánu. Společnost s ředitelstvím v Almaty v Air Astana Centre 1 a registrovanou kanceláří v Astaně byla založena 14. září roku 2001 a operovat začala 15. května následujícího roku. Air Astana je jeden ze sponzorů cyklistického týmu Astana Team.

## Historie
V květnu 2002 Air Astana pronajala první tři stroje Boeing 737 a první let se uskutečnil 15. května 2002. V roce 2004 byly do provozu zařazeny tři Boeingy 757 a pět letadel Fokker 50.
Air Astana se stala národním dopravcem poté, co kazachstánská vláda v únoru 2004 uzavřela Air Kazakhstan a převedla všechny trasy na Air Astana. Vláda Kazachstánu vlastní 51 % a britská firma BAE Systems zbylých 49 %. V březnu 2007 měly aerolinie 1 761 zaměstnanců.
V roce 2017 společnost vstoupila do partnerství s německou leteckou společností Lufthansa, čímž se rozšířila nabídka letů pro pasažéry obou společností.

## Destinace

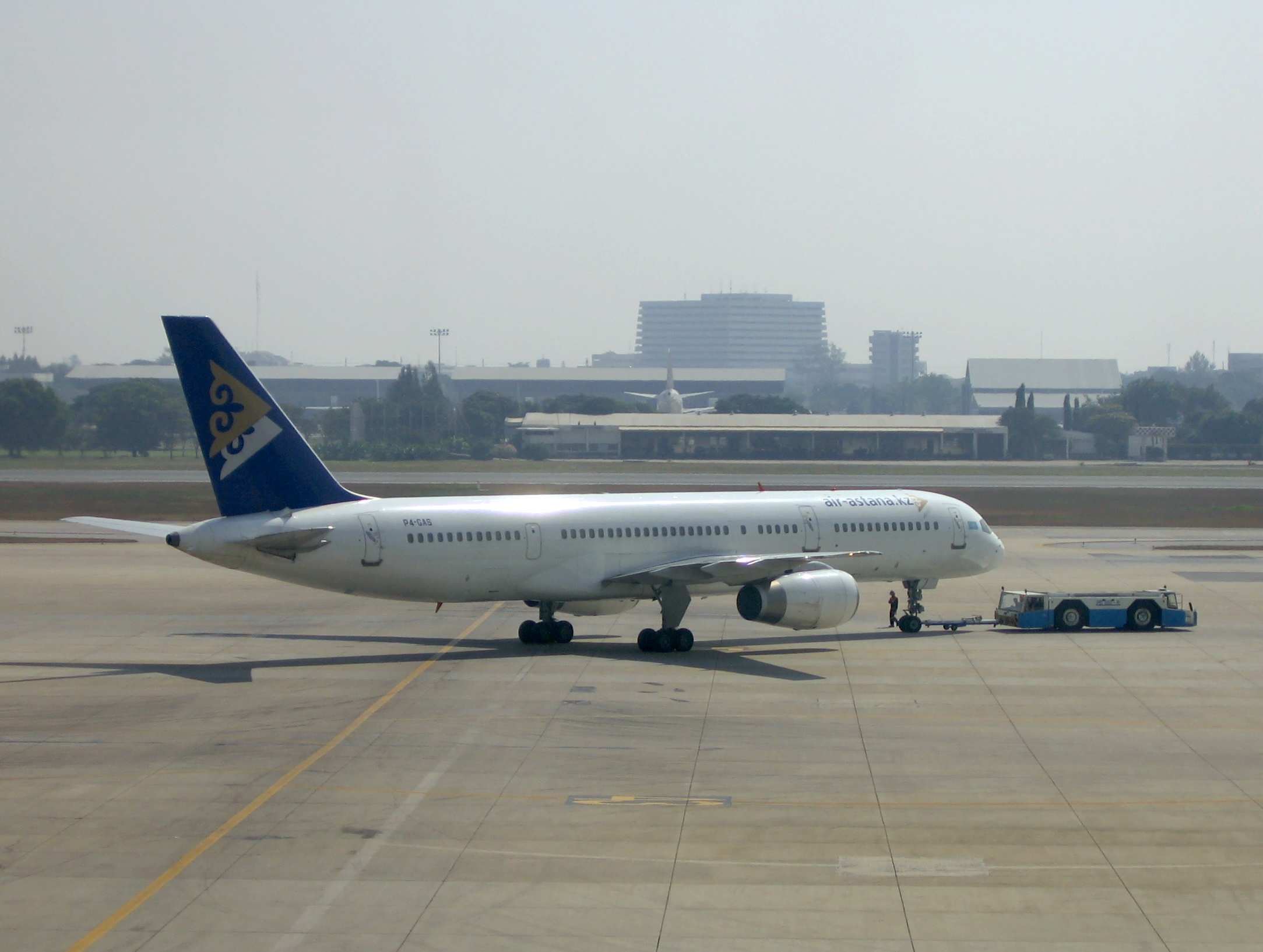
Air Astana Boeing 757-200 pojíždějící na Don Mueang Airport v Thajsku

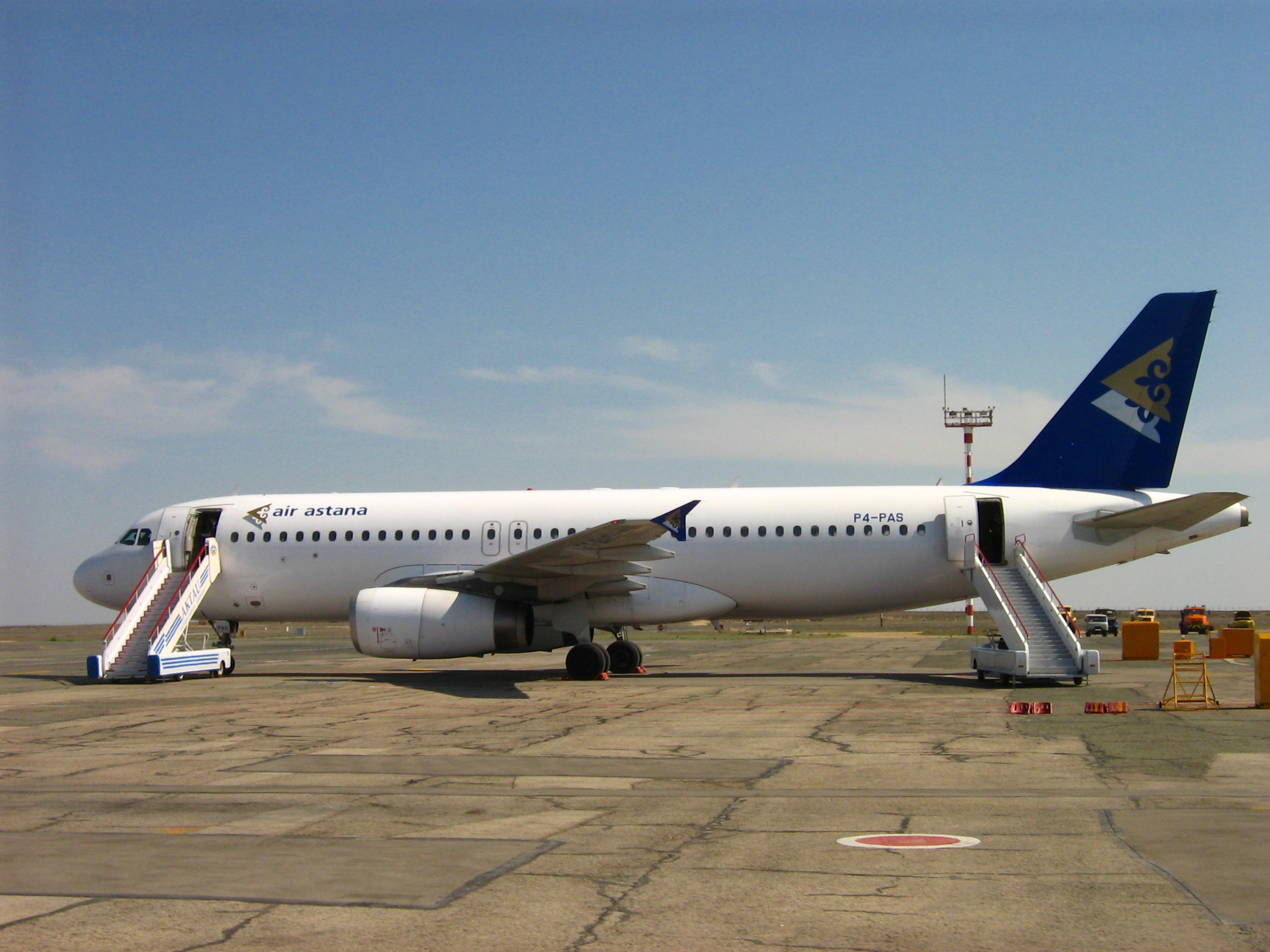
Air Astana Airbus A320-200 na letišti v Aktau v Kazachstánu

V září roku 2009 Air Astana nabízela 15 vnitrostátních a 17 mezinárodních letů. Nedávno[kdy?] otevřela lety do kyrgyzského Biškeku, ázerbájdžánského Baku, ruského Novosibirsku a do malajsijského Kuala Lumpuru. Stoupl také zájem o lety do Bangkoku, Frankfurtu, Istanbulu a Moskvy.

## Flotila
Air Astana má flotilu skládající se z letadel Boeing a Airbus, což odráží preferenci národů bývalého Sovětského svazu v zájmu o západní vybavení.